# シス・カンパニー
有限会社シス・カンパニー（SIS company Inc.）は、舞台製作、俳優のマネージメント等の業務を主とする日本の芸能事務所。日本芸能マネージメント事業者協会会員。

## 概要
1980年代、野田秀樹主催の劇団「夢の遊眠社」のマネージメント部門「えーほーしよう会」が前身。所属俳優は舞台を中心に活動することが多かったが、近年では映像に進出するものも多い。新人俳優を公募することはない。舞台制作においては代表の北村がプロデューサーとして名を連ねる。

## 略歴
芸能プロダクションキティ・フィルムにて女優をしていた現代表の北村明子（芸名：きたむらあきこ）が設立。
- 1989年 法人独立し、「シス・カンパニー」となる。
- 1992年 「夢の遊眠社」解散後、マネージメント業務を拡大とともに、舞台製作部門設立。
- 1994年 NODA・MAP（野田地図）制作を始める。
- 2002年 自社独自の舞台制作を本格化。
- 2008年 野田秀樹との業務提携終了。

## プロデュース作品
1998年
- エンドレス・ラブ（演出：謝珠栄）Bunkamuraシアターコクーン

2001年
- 大竹しのぶコンサート〜BuBu Bunkamuraシアターコクーン・近鉄劇場

2002年
- 売り言葉（演出：野田秀樹）スパイラルホール
- おかしな2人 男編・女編（演出：鈴木裕美）PARCO劇場・シアター・ドラマシティ

2003年
- POP? 大竹しのぶ一人舞台（演出：鈴木勝秀）スパイラルホール・リサイタルホール

2004年
- 美しきものの伝説（演出：マキノノゾミ）紀伊國屋ホール
- ダム・ウェイター（演出：Aヴァージョン 鈴木裕美　Bヴァージョン 鈴木勝秀）シアタートラム
- ママがわたしに言ったこと（演出：鈴木勝秀）青山円形劇場

2005年
- 蛇よ!（演出：松尾スズキ　シス・カンパニー&大人計画プロデュース）スパイラルホール
- 新編・吾輩は猫である（演出：井上尊晶）シアタートラム
- エドモンド（演出：長塚圭史）青山円形劇場
- 恋心〜思ひは時間(とき)を超えて、今も昔も〜（演出：鈴木勝秀）スパイラルホール

2006年
- 父帰る／屋上の狂人（演出：河原雅彦）シアタートラム
- ヴァージニア・ウルフなんかこわくない?（演出：ケラリーノ・サンドロヴィッチ）Bunkamuraシアターコクーン
- 獏のゆりかご（演出：青木豪）紀伊國屋ホール

2007年
- 禿禿祭（演出：ケラリーノ・サンドロヴィッチ）世田谷パブリックシアター
- 写楽考（演出：鈴木勝秀）Bunkamuraシアターコクーン
- ロマンス（演出：栗山民也、こまつ座＆シス・カンパニー公演）世田谷パブリックシアター

2008年
- 瞼の母（演出：渡辺えり）世田谷パブリックシアター
- 人形の家（演出：デヴィッド・ルヴォー）Bunkamuraシアターコクーン
- Beautiful Live Vol.1「渡辺えりのMy Room」（演出：鈴木勝秀）スパイラルホール

2009年
- 夜の来訪者（演出：段田安則）紀伊國屋ホール
- 楽屋〜流れ去るものはやがてなつかしき〜（演出：生瀬勝久）シアタートラム
- 怪談 牡丹燈籠（演出：いのうえひでのり）Bunkamuraシアターコクーン
- バンデラスと憂鬱な珈琲（演出：マギー）世田谷パブリックシアター

2010年
- えれがんす（演出：千葉雅子（猫のホテル））紀伊國屋ホール
- 2人の夫とわたしの事情（演出：ケラリーノ・サンドロヴィッチ）Bunkamuraシアターコクーン
- アット・ホーム・アット・ザ・ズー（演出：千葉哲也）シアタートラム
- 叔母との旅（演出：松村武（劇団カムカムミニキーナ））青山円形劇場
- K2（演出：千葉哲也）世田谷パブリックシアター

2011年
- 大人は、かく戦えり〜Le dieu du carnage（演出：マギー）東京：新国立劇場 小劇場、名古屋：名鉄ホール、大阪：シアター・ドラマシティ
- トップ・ガールズ（演出：鈴木裕美）Bunkamuraシアターコクーン
- ベッジ・パードン（演出：三谷幸喜）世田谷パブリックシアター
- 泣き虫なまいき石川啄木（演出：段田安則）紀伊國屋サザンシアター
- その妹（演出：河原雅彦） シアタートラム

2012年
- 寿歌（演出：千葉哲也） 新国立劇場 小劇場
- ガラスの動物園（演出：長塚圭史） Bunkamuraシアターコクーン
- 朗読 宮沢賢治が伝えること（演出：栗山民也） 世田谷パブリックシアター
- 叔母との旅（演出：松村武） 青山円形劇場
- 騒音歌舞伎 ボクの四谷怪談（演出：蜷川幸雄） Bunkamuraシアターコクーン

## 所属
※2021年12月20日 (月) 11:35 (UTC)現在
Artists
- 堤真一
- 段田安則
- 浅野和之
- 高橋克実
- 八嶋智人
- 田山涼成
- 勝村政信
- マギー
- 梶原善
- 小野武彦
- 鈴木浩介
- 佐戸井けん太
- 遠山俊也
- 松澤一之
- 羽場裕一
- 相島一之
- 春海四方
- 田中俊介
- 岩本晟夢
- キムラ緑子
- 峯村リエ
- 西尾まり
- 梅沢昌代
- 鷲尾真知子
- 井上小百合
- 明星真由美
- 久世星佳
- 山下容莉枝
- 野村萬斎
- 三谷幸喜

## 過去の所属者
※印は故人
- 安達香代子
- 岩下尚史
- 円城寺あや
- 大竹しのぶ
- 加賀まりこ
- 片岡孝太郎
- 片岡サチ
- 杉本哲太
- 立石涼子※
- 西川忠志
- 野田秀樹
- 平岳大
- 深浦加奈子※
- 福井博章
- 宮本亜門
- 山本太郎
- 渡辺えり